# Solar dos Brigadeiros
O Solar ou Casa dos Brigadeiros, também conhecida por Solar dos Gouveia, ou por Capitania-mor de Fonte Arcada, é um solar do século XVIII existente na vila de Fonte Arcada, no município de Sernancelhe, distrito de Viseu, em Portugal.
Reedificado sobre anteriores estruturas tardo medievais ou renascentistas, o solar é considerado de interesse municipal.

## História
Dada a implantação no centro da zona mais antiga é plausível que neste espaço tenham existido edificações relevantes ainda na Idade Média. No ano de 960 Fonte Arcada é mencionada no testamento de D. Châmoa Gomes de Pombeiro (Flâmula Rodrigues) e crê-se que tenha depois sido honra de Egas Moniz e sua mulher, dos quais passou para Soeiro Viegas que a doou a sua mulher e sua mulher, D. Sancha Vermuiz. Esta, em conjunto com os seus filhos, deu carta de foral à povoação, a 16 de Fevereiro de 1193.
Até ao reinado de D. Dinis, Fonte Arcada esteve vinculada ao Mosteiro de Salzedas, transitando depois para a posse de Fernão Sanches, filho bastardo de D. Dinis, tendo revertido à Coroa por morte deste, em 1329. Posteriormente pertenceu ao Infante D. João, filho do rei D. Pedro I e de D. Inês de Castro. Em 1401, D. João I, deu o senhorio da Vila a Gonçalo Vaz Coutinho, alcaide-mor de Trancoso e Senhor de Leomil.
Em 1470 Fonte Arcada estava na posse de D. Francisco Coutinho, 3.º Conde de Redondo. Em 1502 foi instituída, por António Gouveia Coutinho, uma capela privada anexa à igreja paroquial desta vila. A família Gouveia entronca nesta linhagem dos Coutinho, consorciada com outras famílias importantes na região, como os Couraça, proprietários de outras casas de honra em Fonte Arcada e nos arredores. Os varões desta família exerceram importantes cargos militares, como oficiais generais, de onde deriva a denominação de Casa dos Brigadeiros.
A patente de brigadeiro, criada em 1708, era destinada aos coronéis de infantaria e de cavalaria que acumulavam o comando de um regimento com o comando de uma brigada, posto que, no século XIX, equivaleria ao de brigadeiro de milícias, equiparados, em 1864 a general de brigada que substituiu o de major-general (também designado de marechal de campo). O Solar dos Gouveia, pela sua disposição com um grande pátio com cerca de 500 m2, onde se fazia a parada militar, permitiu que a casa fosse usada também como quartel da capitania-mor de ordenanças.
Foi um importante quartel de defesa regional no contexto das Invasões Napoleónicas.

## Localização
O edifício encontra-se num enquadramento urbano, com a fachada principal voltada a Nascente, à Rua da Amoreira (no seu segmento mais largo e próximo da igreja) e a fachada lateral voltada a Norte, à Rua do Outeiro. Está na proximidade da Igreja paroquial românica de Fonte Arcada (Imóvel de Interesse Público, Decreto n.º 40 361, DG, 1.ª série, nº 228 de 20 de outubro de 1955 / ZEP, Portaria n.º 250/2011, DR, 2.ª série, n.º 17 de 25 de janeiro de 2011).

## Características
O edifício é polinuclear, distribuído em três corpos, originalmente destinados a habitação e também utilizado como quartel da capitania-mor de ordenanças de Fonte Arcada no século XVII e no século XIX. Apresenta uma planta em U, composta por três corpos irregulares articulados em torno de um grande pátio central, fechado por muro alto encimado por ameias decorativas, balaústres e pináculos galbados, rasgado ao meio por um portal armoriado monumental, ostentando o brasão de armas da família Gouveia, envolto por paquife de exuberante decoração, sobrepujado por frontão interrompido. Fachada principal voltada a Este, regular, mas não totalmente simétrica. Os corpos Norte, Oeste e Sul são compostos por dois pisos, o inferior originalmente destinado apoios (adega, tulha e cavalariças), e o superior destinado a habitação. Para além da qualidade construtiva, autenticidade e conservação dos valores artístico-arquitectónicos, este é um dos mais significativos exemplares de arquitectura civil erudita, de planta em U, na região das Beiras e Ribadouro, integrando nítidas influências de cariz militar, reinterpretada e caracterizada ao gosto barroco. Os elementos mais marcantes deste imóvel são o seu grande pátio defendido por um muro alto, e o portal monumental armoriado e capeado com merlões e pináculos decorativos. Para além destes elementos muito relevantes, as restantes fachadas são geralmente sóbrias ou mesmo austeras. A planta do edifício segue as tendências da arquitetura erudita francesa, nomeadamente dos palácios com os respetivos “cours d’honneur”. As casas de planta em U, fechadas com muros altos e com marcantes referências à dignidade senhorial e militar dos seus titulares, constituem uma das tendências mais singulares da arquitetura portuguesa no século XVII, existindo diversos exemplares, sobretudo na região do Minho, mas, ainda assim, são relativamente escassas as casas desta tipologia.

## Património de Fonte da Arcada e região adjacente
O imóvel integra um conjunto patrimonial relevante na localidade de Fonte Arcada que inclui a Igreja Paroquial (IIP); o Pelourinho de Fonte Arcada (Imóvel de Interesse Publico pelo Decreto n.º 23 122, DG, I Serie, n.º 231, de 11 de Outubro de 1933); a Torre do Relógio, no outeiro do Castelo, datada do último quartel do século XVI; outras casas nobres, todas referentes à mesma família, nomeadamente o Solar do Conde da Azenha (com portal armoriado com as armas dos Gouveia), a dos Couraça, à saída de Fonte Arcada para o Bairro de São Martinho; e outras ostentando as armas dos Gouveia.
Na mesma região, em Paço (Freguesia de Sendim, Concelho de Tabuaço), existe o Solar dos Gouveias Couraças (DGPC/IPA.00007901), com ligação evidente a este solar em Fonte Arcada, tanto por ter pertencido à mesma família, com por evidenciar grandes semelhanças arquitectónicas e construtivas, embora com proporções mais modestas. Provavelmente do mesmo arquitecto/construtor será a Igreja Paroquial de Santa Maria de Sendim (DGPC/IPA.00007900), cujos melhoramentos operados em meados do século XVIII foram realizados por ordem de vários reitores provenientes da mesma família Gouveia.